# فالتر
فالتر (انگلیسی: Butterfly) یک هفته نامه خبری اتریشی است که در وین منتشر می‌شود.

## تاریخچه و مشخصات

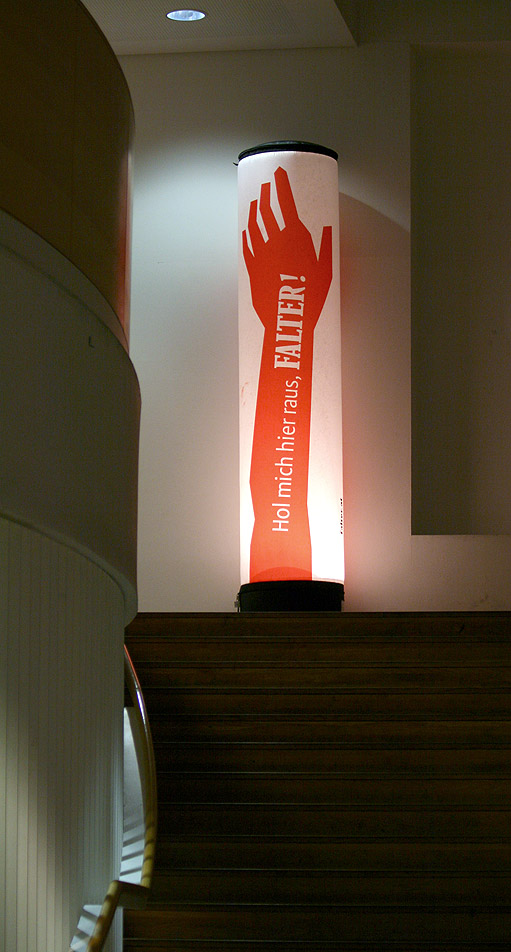
شعار هفته نامه وین فالتر در ارائه کتاب سال ۲۰۰۱ پایان جهان قبلاً اینجا بود - گزارش‌هااثر

فالتر که از سال ۱۹۷۷ تأسیس شد، هر هفته چهارشنبه‌ها منتشر می‌شود. این مجله توسط والتر مارتین کین‌رایش تأسیس شد. شرکت انتشاراتی فالتر ناشر این مجله است. این مجله به هیچ حزب سیاسی وابستگی ندارد. دفتر مرکزی آن در وین است.
دیدگاه سیاسی فالتر چپ لیبرال است و اغلب گزارش‌هایش در مورد، رسانه، فرهنگ و زندگی در وین می‌باشد. از بهار ۲۰۰۵ یک نسخه محلی این مجله در اشتایر منتشر می‌شود. این هفته‌نامه دارای یک مکمل علمی به نام هورکا است که توسط وزارت آموزش و پرورش اتریش حمایت می‌شود. این مجله علمی دارای تحلیل‌های انتقادی از فعالیت‌های علمی، خط‌مشی علم، روابط علم/جامعه و علوم مبتنی بر موضوعات دانشگاه است و هر شماره بر یک موضوع علمی، از جمله ژنتیک، علم و سیاست در میان موضوعات دیگر اختصاص دارد. این نه تنها برای خوانندگان فالتر، بلکه در بخش‌های دانشگاه، وزارتخانه‌های و سایر نهادهای مرتبط توزیع می‌شود.
فالتر علاوه بر نقش اصلی خود به عنوان مجله هنر و زندگی اجتماعی، برایروزنامه‌نگاری تحقیقی نیز شهرت دارد.
تیراژ فالتر در سال۲۰۰۷، ۶۳۰۰۰ نسخه بود. در سال ۲۰۱۰ تیراژ آن به ۴۸۰۰۰ نسخه رسید.